# Miłoradz
Miłoradz (Mielenz fino al 1945) è un comune rurale polacco del distretto di Malbork, nel voivodato della Pomerania.
Ricopre una superficie di 93,75 km² e nel 2004 contava 3 430 abitanti.